# Доброполе-Пижицьке
Доброполе-Пижицьке (пол. Dobropole Pyrzyckie, нім. Dobberphul) — село в Польщі, у гміні Долиці Старгардського повіту Західнопоморського воєводства.
Населення — 488 осіб (2011).
У 1975-1998 роках село належало до Щецинського воєводства.

## Демографія
Демографічна структура станом на 31 березня 2011 року:
|          | Загалом | Допрацездатний вік | Працездатний вік | Постпрацездатний вік |
| -------- | ------- | ------------------ | ---------------- | -------------------- |
| Чоловіки | 258     | 64                 | 172              | 22                   |
| Жінки    | 230     | 46                 | 138              | 46                   |
| Разом    | 488     | 110                | 310              | 68                   |